# ミカエル・ヤコブセン
ミカエル・ヤコブセン（Michael Jakobsen, 1986年1月2日 - ）は、デンマーク・コペンハーゲン出身のサッカー選手。ノースイースト・ユナイテッドFC所属。ポジションはディフェンダー。元デンマーク代表。
プロデビュー時はセンターバックだったが、2008年頃からは左サイドバックとしての出場が多い。

## 経歴

### クラブ
ユース時代はデンマークの下部リーグに属するBoldklubben 1908やB.93などでプレーし、2002年にB.93でプロデビューした。2003年には才能を買われてオランダ・エールディヴィジのPSVアイントホーフェンに移籍してユースチームに移籍し、在籍期間中にトップチームの試合1試合（10分間）に出場した。
2005年2月にPSVを離れてデンマークに帰国し、オールボーBKと契約を結んだ。オールボーBKでは強固で信頼できパスも上手いディフェンダーとしての地位を確立し、2004-05シーズン終盤の15試合に出場した。2005-06シーズン途中にはオールボーBKとの契約を2009年12月まで延長した。2006-07シーズンは33試合中32試合に出場し、過去8年間で最高位となる3位でシーズンを終えた。2007-08シーズンはチームの中心選手としてプレーし、2位のFCミドティランドに勝ち点9差を付けて9シーズンぶりの優勝を果たした。2008-09シーズンはUEFAチャンピオンズリーグに出場し、2008年12月10日のオールド・トラッフォードでのマンチェスター・ユナイテッドFC戦ではヘディングシュートで同点ゴールを決めた。プレミアリーグやドイツ・ブンデスリーガのクラブから誘いがきたが、12月15日にオールボーとの契約を2012年6月30日まで延長した。
2010年7月1日にはスペイン・リーガ・エスパニョーラのUDアルメリアと5年契約を結んだと報じられたが、8月、オールボーBKのCEOであるポウル・ソーレンセンはレンタル期間終了後に買い取りオプションが付けられた1年間のレンタル移籍であると発表した。この方法により、UDアルメリアは2010年夏には移籍金を支払わずにヤコブセンと契約することができ、2011年夏にUDアルメリアに完全移籍した。

### 代表
ユース代表の経験は豊富で、U-17代表では23試合、U-19代表では13試合、U-21代表では31試合に出場している。2002年にはU-17デンマーク最優秀選手に選ばれた。PSVで苦しい日々が続いた2004年にはU-19代表からの落選も経験したが、オールボーBKに移籍して代表に復帰し、2005年6月にはU-21デンマーク代表デビューした。2006年5月にはUEFA U-21欧州選手権に参加し、敗退するまでに3試合に出場した。
2009年3月28日、マルタ戦でデンマークA代表デビュー。2010 FIFAワールドカップ・ヨーロッパ予選では左サイドバックのレギュラーとして4試合に出場した。しかし、2010年に入ると不調に陥り、確実視されていた2010 FIFAワールドカップの登録メンバーから落選した。

## タイトル
- Boldklubben af 1893

2002 デンマークU-17最優秀選手賞
- オールボーBK

2007-2008 デンマーク・スーペルリーガ
- FCコペンハーゲン

2012-2013 デンマーク・スーペルリーガ